# Venera 14
Venera 14 (ru. Венера-14) je bila sonda sovjetskog programa Venere namijenjena za istraživanje Venere.
Venera 13 i 14 su bile identične svemirske letjelice izgrađene da iskoriste priliku za lansiranje prema Veneri 1981., stoga su lansirane u međusobnom razmaku od 5 dana; Venera 14 4. studenog 1981. u 05:31:00 UTC i Venera 13 30. listopada 1981. u 06:04:00 UTC, obje letjelice su imale orbitalnu masu od 760 kg.

## Dizajn
Letjelica se sastojala od letne platforme i landera koji je na nju bio privržen.

### Letna platforma
Kako je letjelica preletljivala Veneru, letna platforma je služila kao relej podataka landeru prije nego što je odletjeo u heliocentričnu orbitu. Nosio je spektrometar gama-zraka, monokromator s UV rešetkom, elektronski i protonski spektrometar, detektor naleta gama-čestica, detektor plazme solarnog vjetra i dvo-frekventna odašiljača koja su vršila mjerenja prije, tijekom i nakon preleta Venere.

### Lander
Lander je bila heremtički zapečaćena letjelica postavljena na sletnu platformu u obliku prstena, a sadržavala je većinu instrumentacije i elektronike te antenu na vrhu. Dizaj je bio sličan prijašnjim Venera 9-12 landerima. Nosio je instrumente koji su vršili kemijska i izotopska mjerenja, nadgledala spektar raspršene Sunčeve svjetlosti i bilježila električna pražnjenja tijekom spuštanja kroz atmosferu Venere. Lander je bio opremljen sustavom kamera, fluorescentnim spektrometrom X-zraka, vijkom za bušenje i priborom za uzimanje površinskih uzora, dinamičnim penetrometrom te seizmometrom za provođenje istraživanja na površini.

#### Popis instrumenata i eksperimenata letne platforme[1]
- Akcelerometar, analiza udara - Bison-M
- Termometri, barometri - ITD
- Spektrometar / usmjereni fotometar - IOAV-2
- Ultraljubičasti fotometar
- Maseni spektrometar - MKh-6411
- Penetrometar / ohmmetar tla - PrOP-V
- Indikator kemijskog redoksa - Kontrast
- 2 telefotometarske kamere u boji - TFZL-077
- Plinski kromatograf - Sigma-2
- Radio / Seizmometar - Groza-2
- Nefelometar - MNV-78-2
- Hidrometar - VM-3R
- Fluorescentni spektrometar X-zraka (aerosol) - BDRA-1V
- Fluorescentni spektrometar X-zraka (tlo) - Arakhis-2
- Aparatura za bušenje tla - GZU VB-02
- Stabilizirani oscilator / Dopplerov radio
- Male solarne baterije - MSB

## Slijetanje
Nakon lansiranja i četveromjesečnog krstarenja do Venere, lander se odvojio od letne platforme te se strmoglavio u atmosferu Venere 5. ožujka 1982. Nakon ulaska u atmosferu, padobran je otvoren. Na visini od oko 50 km, padobran se rastvorio i jednostavni airbreaking je korišten sve do površine.
Venera 14 je sletjela na 13.25° S 310° E (oko 950 km južnozapadno od Venere 13) pored istočnog boka Phoebe Regia na bazaltnu ravnicu.
Lander je imao kamere za fotografiranje površine i ruke s oprugom za mjerenje stlačivosti tla. Objektivi od kvarca su bili prekriveni poklopcima koji su otpali nakon slijetanja. Venera 14 je, međutim, na kraju izmjerila stlačivost poklopca objektiva koji je pao točno tamo gdje je sonda trebala izmjeriti tlo.
Sastav površinskih uzoraka, određen fluorescentnim spektrometrom X-zraka, je sličan oceanskim toleitskim bazaltima.
Lander je radio 57 minuta (planirani životni vijek je bio 32 minute) u okolini temperature od 465°C i tlaka od 94 Zemljinih atmosfera (9.5 MPa). Telemetrija je održavana putem letne platforme koja je primala signale od satelitske antene na Landeru.

## Obrada fotografija
Američki istraživač Don P. Mitchell je obradio fotografije Venere 13 i 14 koristeći sirove, originalne podatke. Nove fotografije se temelje na preciznijoj linearizaciji originalnog 9-bitnog logaritamskog šifriranja piksela.

## Vanjske poveznice
- Sovjetske fotografije Venere
- Venera: sovjetsko istraživanje Venere